# Ebgondolat
Az Ebgondolat (eredeti cím: The Art of Racing in the Rain) 2019-ben bemutatott amerikai filmvígjáték-dráma, melyet Simon Curtis rendezett. A forgatókönyvet Mark Bomback írta, Garth Stein 2008-as azonos című regénye alapján. A főszereplők Milo Ventimiglia, Amanda Seyfried és Kevin Costner, mint Enzo kutya hangja.
2019. augusztus 9-én mutatta be a 20th Century Fox. A film általánosságban vegyes értékeléseket kapott a kritikusoktól, világszerte több mint 33 millió dolláros bevételt gyűjtött, ami a 18 milliós büdzséjével szemben jó eredmény.

## Cselekmény
A történet középpontjában Enzo kutya áll, aki szerető családjával él, gondolkodik élete és lelke természetén. Enzo mindig másnak érezte magát, mint a többi kutya; hisz a teste csak egy héj, a lelke viszont emberi. Öreg és majdnem készen áll a halálra, de nem akarja, hogy gazdája, Denny fájdalmat és bánatot érezzen az elmúlása miatt. Enzo szereti Dennyt, ragyogónak és csodálatosnak tartja, és emberi testet akar ölteni, hogy megtalálhassa Dennyt a következő életben.

## Szereplők
| Szerep        | Színész              | Magyar hang            |
| ------------- | -------------------- | ---------------------- |
| Enzo (hangja) | Kevin Costner        | Rátóti Zoltán          |
| Denny Swift   | Milo Ventimiglia     | Simon Kornél           |
| Eve           | Amanda Seyfried      | Czető Zsanett          |
| Trish         | Kathy Baker          | Bánsági Ildikó         |
| Maxwell       | Martin Donovan       | Kautzky Armand         |
| Zoë           | Ryan Kiera Armstrong | Kobela Kíra            |
| Don Kitch     | Gary Cole            | Epres Attila           |
| Mark Finn     | McKinley Belcher III | Horváth-Töreki Gergely |
| Tony          | Andres Joseph        | Ember Márk             |
| Mike          | Ian Lake             | Ágoston Péter          |
| Luca Pantoni  | Al Sapienza          | Kőszegi Ákos           |

## Gyártás
2009 júliusában a Universal Pictures megvásárolta a díjnyertes The Art of Racing in the Rain regény filmjogait. A projekt egy ideig nem talált rendezőt, ezért leállította a Universal Studios. 2016 januárjában a Walt Disney Studios szerezte meg a jogokat. A filmadaptációt Neal H. Moritz készítette el az Original Film gyártó cégén keresztül.
2017-ben Mark Bomback forgatókönyvíró elárulta, hogy a projektet végül a 20th Century Foxnál hozták létre.
A film forgatása 2018. május 9-én kezdődött Vancouverben (Brit Columbia). Az autóversenyzős jeleneteket Ontarioban (Toronto) forgatták.
Dustin O'Halloran és Volker Bertelmann együtt komponálták a film zenéit. A Fox Music és Hollywood Records adta ki a film zenéket.

## Megjelenés
A filmet 2019. augusztus 9-én adta ki a 20th Century Fox.

### Média kiadás
A filmet 2019. október 29-én adta ki a 20th Century Fox Home Entertainment Digital HD-ban, DVD-n és Blu-ray-n pedig 2019. november 5-én.